# مصطفى عنان
مصطفي عنان هو لاعب كرة قدم جزائري في مركز الهجوم، ولد في 3 نوفمبر 1950 في تيزي وزو في الجزائر، وتوفي بنفس المكان في 21 أكتوبر 2010. شارك مع منتخب الجزائر لكرة القدم. أما مع النوادي، فقد لعب مع شبيبة القبائل.